# Bulgarski Pościkk
Bulgarski Pościkk – polski film komediowy stworzony przez Zespół Filmowy Skurcz jako jego pierwsza pełnometrażowa produkcja. Film jest parodią filmów szpiegowskich. Swą premierę miał dnia 15 lipca 2001 r. Autorami scenariusza są Grzegorz Paraska i Bartosz Walaszek, którzy odgrywają również główne role.

## Fabuła
Laszlo i Asparuch, dwóch asów bułgarskiego wywiadu, dostaje od swojego szefa misję przechwycenia znajdujących się w Warszawie tajnych mikrofilmów, które zawierają kompromitujące dla ich państwa materiały. Ponadto mają za zadanie zlikwidować innych bułgarskich szpiegów, którzy zdecydowali się kolaborować z wywiadami zachodnimi.

## Obsada
- Bartosz Walaszek – Asparuch, sierżant Mścisław Pięść
- Grzegorz Paraska – Laszlo, jeden z szachistów
- Krzysztof Żelazko – Żiwkow
- Piotr Paraska – ambasador Bułgarii i jego bracia bliźniacy
- Marcin Rudowski – Zdrawko
- Łukasz Walaszek – przesłuchiwany agent, pracownik wypożyczalni, kierowca-dresiarz, arabski karateka
- Paweł Szamburski – mafiozo
- Paweł Staszewski – wieśniak, jeden z szachistów
- Joanna Kalińska – dziewczyna w dresie
- Piotr Kaliński – ochroniarz
- Rafał Krzyżanowski – dresiarz
- Mariusz Kowalski – sportowiec
- Krzysztof Radzimski – sklepikarz, porucznik Nos
- i inni